# Anita Lochner
Anita Lochner (Francfort-sur-le-Main, 24 avril 1950) est une actrice allemande. 

## Filmographie

### Cinéma
- 1972 : La Pluie noire
- 1970 : Deep End
- 1988 : Le Triangle de la peur

### Télévision
- 1973 : Black Coffee
- 1975 : Inspecteur Derrick